# Leonid Iwanowitsch Wolkow
Leonid Iwanowitsch Wolkow (russisch Леонид Иванович Волков; * 9. Dezember 1934 in Gorki, Russische SFSR; † 17. Mai 1995 in Moskau) war ein sowjetisch-russischer Eishockeyspieler, der über viele Jahre für ZSKA Moskau und Torpedo Gorki in der Klass A aktiv war und dabei sechs Mal Sowjetischer Meister wurde. Mit der sowjetischen Nationalmannschaft gewann er die Goldmedaille bei den Olympischen Winterspielen 1964.

## Karriere

### Anfänge in Gorki
Leonid Wolkow spielte als Kind und Jugendlicher auf Hinterhöfen und zugefrorenen Wasserflächen Eishockey, ehe er ab 1949 für die Werksmannschaft des Gorkowski Awtomobilny Sawods spielte. 1951 wurde er in die Mannschaft von Torpedo Gorki aufgenommen. wo er sich schnell etablierte und zu einem Führungsspieler reifte.

### Erfolge mit ZSKA Moskau
Aufgrund der gezeigten Leistungen bei Torpedo geriet er schnell in den Fokus des ZSK MO Moskau, doch wehrten sich die Gorkier Verantwortlichen zunächst erfolgreich gegen eine Delegation von Wolow zum zentralen Sportklub der Armee. Da er aber als Spieler eines Provinzklubs keine Chance auf eine Aufnahme in die Sowjetische Nationalmannschaft hatte, wurde der Wunsch nach einem Wechsel in die Hauptstadt über die Jahre immer größer. Erst 1957 wechselte Wolkow zum ZSK MO in die Hauptstadt und gewann mit dem Armeesportklub bis 1965 sieben sowjetische Meistertitel (1958–1961, 1963–1965). Zudem gewann er 1961 mit ZSKA den sowjetischen Pokalwettbewerb.
Insgesamt erzielte er 145 Tore in 250 Spielen in der Klass A, ehe 1965 zum SKA MWO Kalinin in die zweitklassige Klass B wechselte und dort 1967 seine Karriere beendete. Parallel zum Eishockeysport hatte Wolkow zuvor Pädagogik in Moskau studiert und unterrichtete nach seinem Karriereende an einer Militärakademie.

### International
Während Leonid Wolkow bei Torpedo Gorki spielte, erhielt er keine Einladung zum Nationalteam. Erst als er 1957 zum ZSKA Moskau wechselte, geriet er in den Fokus der Nationaltrainer. Da diese jedoch unter dem Zwang standen, neben Spielern des ZSKA auch jeweils eine Reihe der beiden anderen Hauptstadt-Klubs – Dynamo und Spartak – einzusetzen, musste Wolkow lange auf sein Länderspiel-Debüt warten.
Am 13. Dezember 1963 stand er in einem Freundschaftsspiel gegen Schweden zum ersten Mal für die Sowjetische Nationalmannschaft auf dem Eis, schaffte es aber zunächst nicht in den Kader für die Olympischen Winterspiele 1964 in Innsbruck. Als jedoch Wladimir Jursinow von Dynamo Moskau aufgrund einer Blinddarmentzündung ausfiel, ersetzte Leonid Wolkow seinen Namensvetter Juri Wolkow, der normalerweise in einer Reihe mit Jursinow spielte. Beim Turnier selbst erzielte Leonid Wolkow, der mit Anatoli Firsow und Wiktor Jakuschew die dritte Sturmreihe der Sowjets bildete, 6 Tore und 4 Torvorlagen und gewann mit der Sbornaja die olympische Goldmedaille.
Ein Jahr später nahm er mit der UdSSR-Auswahl an der Weltmeisterschaft 1965, wobei er 4 Tore in 6 Spielen erzielte und die Goldmedaille gewann. Das letzte Hauptrundenspiel der Weltmeisterschaft gegen Kanada am 14. März 1965 war zugleich sein letztes Länderspiel. Für die Nationalmannschaft erzielte er insgesamt 15 Tore in 31 Länderspielen.
1965 wurde er als Verdienter Meister des Sports ausgezeichnet.

## Erfolge und Auszeichnungen
| - 1958 Sowjetischer Meister mit ZSK MO Moskau - 1959 Sowjetischer Meister mit ZSK MO Moskau - 1960 Sowjetischer Meister mit ZSK MO Moskau - 1961 Sowjetischer Meister mit ZSKA Moskau - 1961 Sowjetischer Pokalsieger mit ZSKA Moskau - 1963 Sowjetischer Meister mit ZSKA Moskau | - 1964 Goldmedaille bei den Olympischen Winterspielen Goldmedaille bei der Welt- und Europameisterschaft - 1964 Sowjetischer Meister mit ZSKA Moskau - 1965 Sowjetischer Meister mit ZSKA Moskau - 1965 Goldmedaille bei der Weltmeisterschaft Goldmedaille bei der Europameisterschaft |

## Karrierestatistik

### International
(Legende zur Spielerstatistik: Sp oder GP = absolvierte Spiele; T oder G = erzielte Tore; V oder A = erzielte Assists; Pkt oder Pts = erzielte Scorerpunkte; SM oder PIM = erhaltene Strafminuten; +/− = Plus/Minus-Bilanz; PP = erzielte Überzahltore; SH = erzielte Unterzahltore; GW = erzielte Siegtore; 1 Play-downs/Relegation; Kursiv: Statistik nicht vollständig)